# 안드로메다자리 제타
안드로메다자리 제타(ζ And / ζ Andromedae)는 안드로메다자리의 항성계이다. 지구에서 약 181 광년 떨어져 있다.
안드로메다자리 제타는 K형 밝은 거성으로 식분광 쌍성이다. 겉보기 등급은 +4.08 등급이다. 항성계는 사냥개자리 RS형 변광성 혹은 거문고자리 베타형 변광성이다. 밝기는 약 17.77일에 걸쳐 +3.92 등급에서 +4.14 등급까지 변한다.

## 위치
안드로메다자리 제타는 아래 그림에서 찾아볼 수 있다.

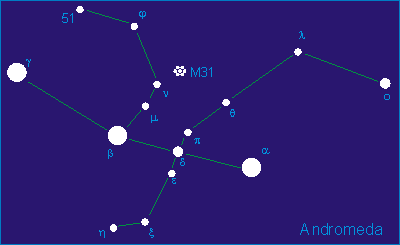
안드로메다자리의 그림

## 겉보기 동반성
아래는 식쌍성으로 관측된 겉보기 동반성이다. B는 A에 대해 고유 운동을 하지만, C와 D는 시각적인 운동을 하는 것으로 추정된다.
| 다중성 목록 : WDS 00473+2416 |      |                  |                  |                |                 |        |             |           |
| 동반 항성                    | 주성 | 적경             | 적위             | 분해 관측 시기 | 주성과의 각거리 | 방위각 | 겉보기 등급 | 자료 참고 |
| B                            | A    | 00h 47m 20.2s    | +24° 16′ 33″     | 1959           | 32.6″           | 0°     | 15.3        | SIMBAD    |
| C                            | A    | 00h 47m 15.2s    | +24° 15′ 03″     | 1997           | 97.0″           | 231°   | 13.6        | SIMBAD    |
| D                            | A    | 00h 47m 08.9990s | +24° 15′ 33.584″ | 2006           | 155.5″          | 260°   | 10.80       | SIMBAD    |